# キエウティ
キエウティ（イタリア語: Chieuti）は、イタリア共和国プッリャ州フォッジャ県にある人口約1,700人の基礎自治体（コムーネ）。

## 地理

### 位置・広がり

#### 隣接コムーネ
隣接するコムーネは以下の通り。括弧内のCBはカンポバッソ県（モリーゼ州）所属を示す。
- カンポマリーノ (CB)
- サン・マルティーノ・イン・ペンシリス (CB)
- セッラカプリオーラ